# Nello Fabbri
Nello Fabbri (* 15. März 1934 in Rom; † 30. Januar 2020 ebenda) war ein italienischer Radrennfahrer und nationaler Meister im Radsport.

## Sportliche Laufbahn
Fabbri wurde 1953 italienischer Meister im Straßenrennen der Amateure. Beim Sieg von Emiel Van Cauter bei den UCI-Straßen-Weltmeisterschaften 1954 in Solingen wurde er als 8. klassiert. 
Von 1954 bis 1963 war er Profi, seine bedeutendsten Erfolge waren die Siege in der Toscana-Rundfahrt 1956 und im Rennen Mailand–Turin 1959, als er für das Radsportteam Bianchi startete und vor Guido Carlesi gewann. Trotz dieser Erfolge war seine Rolle die eines typischen Domestiken, er arbeitete für Teamleader wie Gastone Nencini und Ercole Baldini.
Die Tour de France bestritt er 1959 und wurde 42. des Gesamtklassements, sowie 1960, als er ausschied. Den Giro d’Italia fuhr er siebenmal, schied dabei nur einmal aus und hatte mit dem 11. Platz 1957 seine beste Platzierung in der Rundfahrt. 
Seine beste Platzierung bei den Monumenten des Radsportes war der 10. Rang bei Mailand–San Remo 1958.